# HC Kehra
Il Kasipalliklubi HC Kehra è una squadra di pallamano maschile estone con sede a Kehra.

È stata fondata nel 1991.